# Magne Havnå
Magne Havnå, auch Magne Havnaa (* 16. September 1963 in Risør; † 29. Mai 2004 ebenda) war ein norwegischer Profiboxer und zweiter Weltmeister der WBO im Cruisergewicht. Er gilt als einer der erfolgreichsten Boxer Norwegens.

## Karriere
Als Amateur trainierte er im Sentrum BK Oslo unter Leif Hvalby. Er boxte im Schwergewicht und wurde 1981 Skandinavischer Juniorenmeister. Bei den Erwachsenen wurde er 1984, 1985 und 1986 Norwegischer Meister. Bei den Europameisterschaften 1983 in Bulgarien schied er in der Vorrunde gegen Ralf Rocchigiani und bei den Weltmeisterschaften 1986 in den USA im Viertelfinale gegen Arnold Vanderlyde aus. 1984 startete er bei den Olympischen Sommerspielen in Los Angeles, unterlag jedoch noch im ersten Kampf gegen Håkan Brock.
1986 wurde er in Dänemark Profi und vom Team Palle gemanagt. Er gewann 14 Kämpfe in Folge, davon 8 vorzeitig, unterlag dann aber beim Kampf um die Europameisterschaft der EBU gegen den Italiener Angelo Rottoli. Bei einem anschließenden WBO-WM-Kampf im Dezember 1989 in Kopenhagen, musste er sich knapp nach Punkten gegen Titelträger Boone Pultz geschlagen geben. Er gewann jedoch den direkten Rückkampf im Mai 1990 in Aars durch t.K.o. in der fünften Runde und verteidigte den WM-Gürtel anschließend im Dezember 1990 einstimmig nach Punkten gegen den Argentinier Daniel Neto. Eine weitere Titelverteidigung gewann er im Februar 1991 nach Punkten gegen Tyrone Booze. Anschließend legte er den Titel nieder und beendete seine Boxerlaufbahn 1993 mit einer Bilanz von 19 Siegen und 3 Niederlagen.
2004 verunfallte Magne Havnå in einem Fjord vor Risør mit seinem 75 PS starken Motorboot und starb noch an der Unfallstelle. Seine 38-jährige Ehefrau überlebte das Unglück.
| Vorgänger   | Amt                                                                    | Nachfolger   |
| ----------- | ---------------------------------------------------------------------- | ------------ |
| Boone Pultz | Boxweltmeister im Cruisergewicht (WBO) 17. Mai 1990 – 15. Februar 1991 | Tyrone Booze |

## Weiteres
Sein Sohn Kai Robin Havna gehört zu den besten Boxern Norwegens und war unter anderem Teilnehmer der Weltmeisterschaften 2013. 2014 wurde er vom deutschen Boxstall Sauerland Event unter Vertrag genommen.